# Семёнов, Андрей Данилович
Андрей Данилович Семёнов (1909—1943) — участник Великой Отечественной войны, Герой Советского Союза (1943). Командир роты 104-й гвардейского стрелкового полка 36-й гвардейской стрелковой дивизии 57-й армии Степного фронта, гвардии капитан.

## Биография
Родился в 1909 году в Ростове-на-Дону в семье рабочего. Украинец.
Образование начальное среднее. Работал бухгалтером на стройках в Казахстане.
В Красной Армии с сентября 1941 года. Призыван Маканчинским РВК, Казахская ССР, Семипалатинская область, Маканчинский район. В 1942 году окончил военное пехотное училище. В действующей армии с 1943 года. Член ВКП(б). Ранен 12.8.1943, 26.9.1943.

### Подвиг
Командир роты 104-й гвардейского стрелкового полка 36-й гвардейской стрелковой дивизии 57-й армии Степного фронта гвардии капитан Семенов проявил мужество и героизм при форсировании Днепра: в ночь на 26 сентября 1943 года на подручных средствах с 50 бойцами он преодолел Днепр в районе села Сошиновка (Верхнеднепровский район Днепропетровской области), ворвался в неё и разгромил вражеский гарнизон. В этом бою был тяжело ранен и умер в госпитале 9 октября 1943 года.
Похоронен в братской могиле в посёлке городского типа Днепровское Верхнеднепровского района, где установлен памятник.
Указом Президиума Верховного Совета СССР от 20 декабря 1943 года за образцовое выполнение заданий командования в борьбе против немецко-фашистских захватчиков и проявленные при этом мужество и героизм Андрею Даниловичу Семёнову было присвоено звание Героя Советского Союза с вручением ордена Ленина и медали «Золотая Звезда» (посмертно).

## Память
- Имя Героя высечено золотыми буквами в зале Славы Центрального музея Великой Отечественной войны в Парке Победы города Москвы.
- На могиле установлен надгробный памятник.
- В Верхнеднепровске его именем названы парк и улица.

## Награды
- Звание Героя Советского Союза присвоено 20 декабря 1943 года посмертно:
  - медаль «Золотая Звезда»[2],
  - орден Ленина;
- орден Красной Звезды[3];
- медаль «За оборону Сталинграда».